# Michael Meeks
Michael Meeks (* 23. Februar 1972 in Kingston, Jamaika) ist ein ehemaliger kanadischer Basketballspieler und heutiger Basketball-Trainer, der seit einigen Jahren auch die deutsche Staatsbürgerschaft besitzt.

## Schulzeit und NCAA
Meeks wuchs in Toronto, dann in Brampton auf. In Brampton spielte er Basketball an der örtlichen Cardinal Leger Secondary School.
Er spielte im Nachbarland USA am College in Buffalo und gehörte zu den erfolgreichsten Punktesammlern in der Geschichte des Canisius College. In seinem Senior-Jahr am College gewann man die Meisterschaft der Metro Atlantic Athletic Conference, bei der Meeks zum „Most Valuable Player“ des Finalturniers gewählt wurde, und er zog mit der Mannschaft in die NCAA-Endrunde ein – in der Geschichte des College zum ersten Mal seit den fünfziger Jahren wieder.  Für seine Leistungen wurde er Ende 2006 in die Ruhmeshalle des Canisius-Hochschulsports berufen.
Trotz seiner guten Leistungen am College wurde er in der NBA-Draft 1996 nicht berücksichtigt und teilt damit das Schicksal des späteren NBA-All-Stars Ben Wallace. Bei diesem Draftverfahren herrschte besonders starke Konkurrenz, neben seinem Landsmann Steve Nash wurden neun weitere spätere All-Stars in diesem Jahrgang ausgewählt.

## Europa
Außer in der spanischen Liga ACB und der griechischen A1 Ethniki hat Meeks im Laufe seiner Karriere in mehreren der bedeutenderen europäischen Basketballligen gespielt. Seine erste Station in der deutschen Bundesliga war in der Saison 1997/98 Brandt Hagen. Der Verein musste sechs Jahre später Insolvenz anmelden. Ein ähnliches Schicksal erlitt später sein ehemaliger italienischer Verein Fabriano Basket 2008. In der Saison 2005/06 war Telekom Baskets Bonn seine zweite deutsche Station, wo er gleich zum neuen Mannschaftskapitän ernannt wurde. Unrühmlicher Höhepunkt seines Jahres in Bonn war ein unsportliches Foul am Bamberger Uvis Helmanis in einem hitzigen Viertelfinalspiel, was ihm am Ende seiner Bonner Zeit sechs Spiele Sperre einbrachte. Im November 2009 erhielt Meeks beim Bundesligisten BG Göttingen im Alter von 37 Jahren zunächst einen Drei-Monats-Vertrag, der dann bis zum Ende der Saison verlängert wurde. Mitte November 2010 kehrte er zur BG Göttingen zurück, nachdem er zunächst keinen neuen Vertrag für die Saison 2010/11 erhalten hatte. Er sollte als Routinier helfen, die junge Mannschaft durch die Saison zu führen.

## Trainer und Funktionär
Zur Saison 2011/12 beendete Meeks seine Spielerkarriere und wurde Co-Trainer bei seinem vorherigen Verein BG Göttingen. Nach einem schwachen Saisonauftakt wurde Meeks Nachfolger von Stefan Mienack als Cheftrainer der BG Göttingen. Doch auch unter Meeks konnte der Abstieg nicht verhindert werden. Nachdem lange Zeit unklar war, ob die Göttinger aufgrund finanzieller Probleme 2012/13 in der Pro A antreten können, wurde im Juni 2012 grünes Licht von Seiten des Vereins und der Liga gegeben. Um einen vollständigen Neustart einzuleiten, entschlossen sich die Göttinger aber, in der zweiten Liga einen neuen Trainer zu verpflichten und nicht weiter mit Meeks zusammenzuarbeiten.
Michael Meeks wurde daraufhin neuer Co-Trainer der s.Oliver Baskets aus Würzburg. Er erhielt dort zunächst einen Vertrag bis 2013, welcher im Sommer 2013 bis ins Jahr 2014 verlängert wurde. Im November 2013 wurde Meeks zum Interimstrainer befördert, nachdem Marcel Schröder nach einem schwachen Saisonauftakt entlassen worden war. Nach dem sportlichen Abstieg 2014 erhielt Meeks zur Saison 2014/15 keinen neuen Vertrag als Co-Trainer in Würzburg.
Er ging nach Kanada zurück und wurde beim kanadischen Basketballverband für die Leitung der Jugend-Nationalmannschaften zuständig. Zusätzlich wurde er bei der A-Nationalmannschaft Assistenztrainer unter Gordon Herbert. Später wurde er beim kanadischen Verband auf der Leitungsebene tätig, arbeitete als Assistent des Verbandsmanagers Rowan Barrett und wurde für Abläufe des Basketballbetriebes zuständig. Mit diesen Zuständigkeiten wurde er auch Mitglied des Stabes der kanadischen Nationalmannschaft für die Olympischen Sommerspiele 2024.

## Nationalmannschaft
Michael Meeks spielte einige Jahre für die kanadische Nationalmannschaft. An Endrunden nahm er dabei an den Basketball-Amerikameisterschaften 1995, 1997, 1999 (Silber) und 2001 (Bronze), an den Basketball-Weltmeisterschaften 1998 und 2002 sowie an den Olympischen Spielen 2000 in Sydney teil.

## Erfolge
- 2000: Siebter Platz Olympia 2000
- 2001: Russischer Vizemeister 2001 und Halbfinale Saporta-Cup
- 2003: Adria-Liga-Sieger, Kroatischer Pokalsieger und Meisterschaftshalbfinale
- 2004: Kroatische Vizemeisterschaft und Pokal
- 2008: Belgische Vizemeisterschaft und Halbfinale Pokal
- 2010: Sieger der EuroChallenge mit der BG Göttingen

## Sonstiges
In seiner Freizeit spielt Meeks gerne Gitarre und betätigt sich als Fotograf.